# Västanfors IP
Västanfors IP är en idrottsplats i Västanfors i Fagersta, Sverige som är hemmaplan för Västanfors IF:s bandy- och fotbollssektioner. Det var Sveriges första landbana för bandy och planen stod färdig för bruk vintern 1935-1936, och den 2 januari 1955 sattes publikrekord för anläggningen då 5 934 betalande åskådare såg bandymatchen Västanfors IF-Sandvikens AIK. Isbanan blev konstfrusen 1973.